# Кардинальський колір
Кардина́льський ко́лір — яскравий відтінок червоного кольору, названий так тому, що такий колір мають мантії кардиналів Католицької церкви. Його відтінок за Системою відповідності кольорів Пантон — Pantone 200.

## Історія
Яскраво червоний відтінок сутани кардиналів символізує повну відданість служінню Церкві і навіть готовність пролити кров за віру.
Термін використовується для квітів, але також у моді з XIX століття:

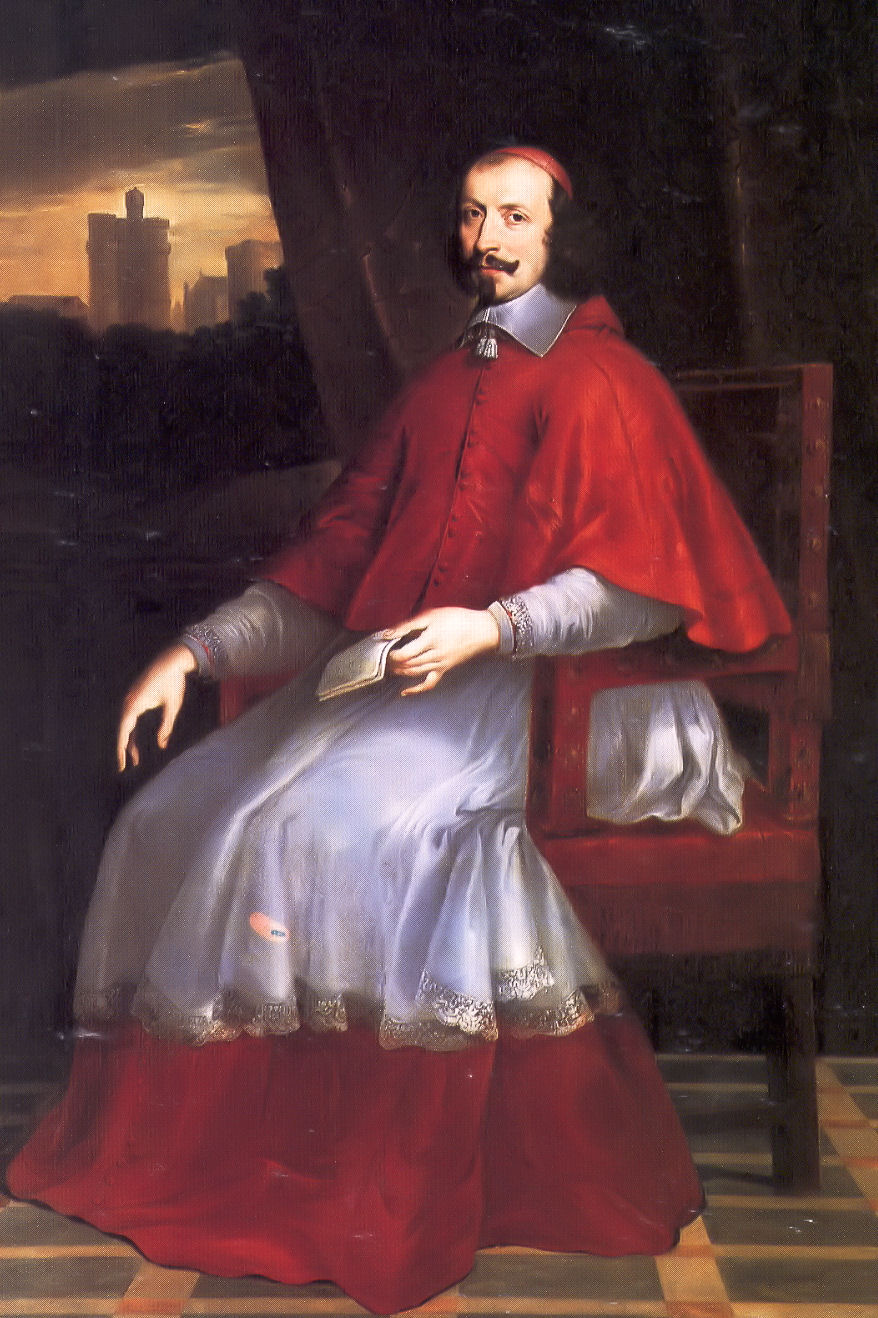
Кардинал Джуліо Мазаріні

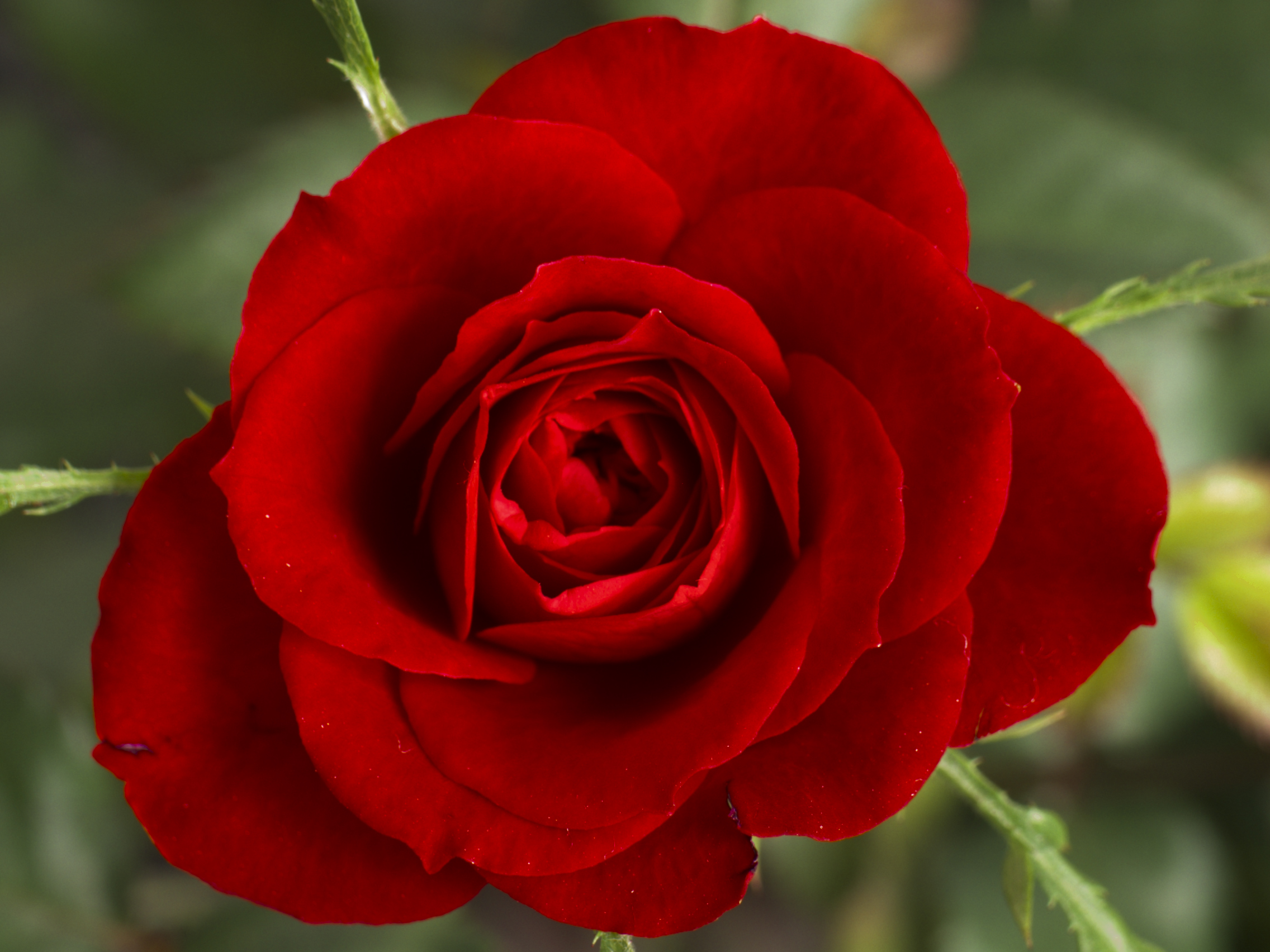
Червона троянда з відтінком кольору кардинал

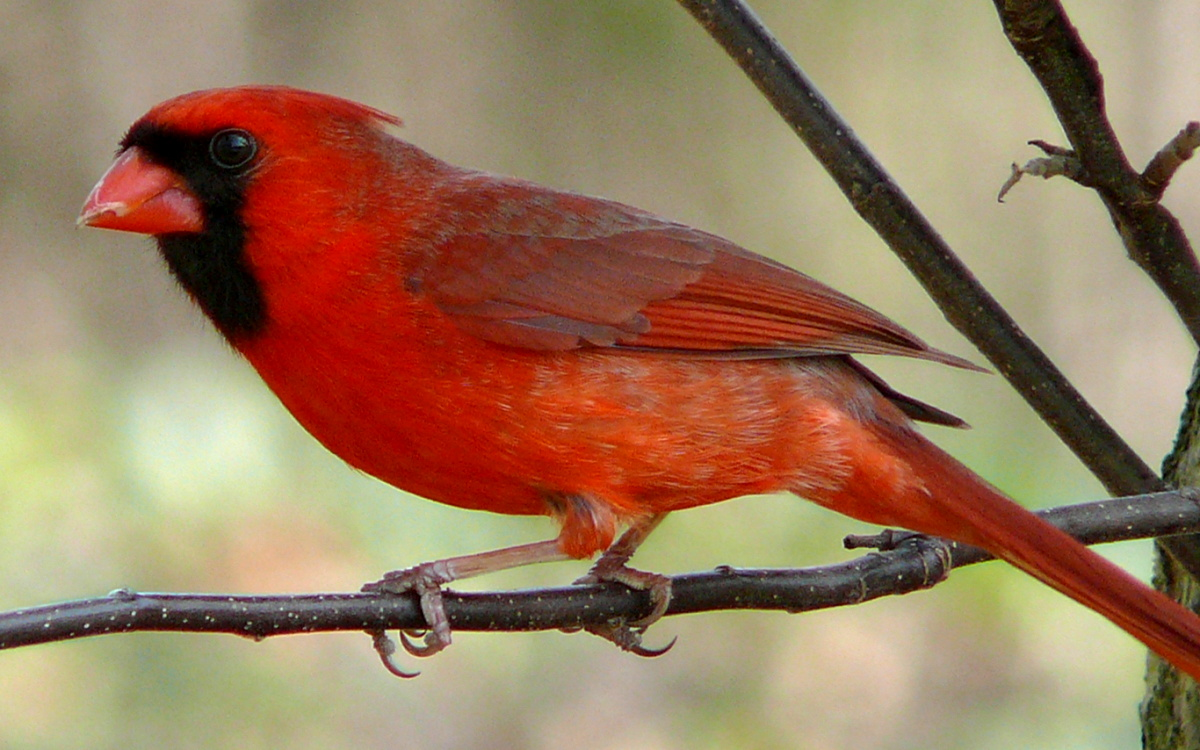
Самець кардинала північного

## Кардинальський колір у природі
У Північній Америці, в Сполучених Штатах і на півдні Канади, а в Центральній Америці у Ґватемалі та Белізі, зустрічається також на Гаваях, живе пташка — кардинал північний. Її пі́р'я теж має яскраво-червоний колір, який нагадує червону мантію римо-католицьких кардиналів.